# U-907
U-907 – niemiecki okręt podwodny (U-Boot) typu VII C z okresu II wojny światowej. Okręt wszedł do służby w 1944 roku. Jedynym dowódcą był Oblt. Servais Cabolet.

## Historia
Wcielony do 31. Flotylli U-Bootów celem szkolenia załogi, od grudnia 1944 roku w 11. Flotylli jako jednostka bojowa.
Odbył dwa patrole bojowe, podczas których nie zatopił żadnej jednostki przeciwnika.
Poddany 9 maja 1945 roku w Bergen (Norwegia), przebazowany 29 maja 1945 roku do Loch Ryan (Szkocja). Zatonął 7 grudnia 1945 roku podczas holowania w ramach operacji Deadlight.